# George Ernst Heinrich von Schönebeck
George Ernst Heinrich von Schönebeck (geb. 16. Juli 1754 in Geilenfelde im Kreis Friedeberg in der Neumark; gest. 1826 ebenda) war ein preußischer Landrat.

## Leben und Herkunft
George Ernst Heinrich von Schönebeck war der Sohn von Carl Friedrich von Schönebeck (1720–1777). Nachdem David Friedrich von Braunschweig im Mai 1806 von seinem Amt als Landrat im Kreis Friedeberg Nm. verabschiedet worden war, wurde der vormalige Kreisdeputierte von Schönbeck am 9. Oktober dessen Nachfolger. Die Länge seiner Amtszeit als Landrat ist nicht gesichert, kommissarischer Nachfolger wurde am 26. November 1813 Ernst Ludwig von Köller.

## Ergänzendes
George Ernst Heinrich von Schönebeck war Erb- und Gerichtsherr auf Geilenfelde. Bei einem Rechtsstreit des Fiskus gegen ihn im Jahr 1800 und den dortigen Müller Hasse wegen Überschreitung der in der Mühlenkonzession zugebilligten Rechte, wird von Schönebeck als Kanonikus und Hauptmann von Geilenfelde bezeichnet.